# Tumorverdopplungszeit

Idealisierter Verlauf des Tumorwachstums bei einem soliden Tumor.

Unter Tumorverdopplungszeit (engl. tumor volume doubling time (TVDT)) versteht man die Zeit, innerhalb der sich das Volumen eines bestimmten Tumors jeweils verdoppelt.
Dabei wird angenommen, dass sich das Tumorwachstum durch eine Exponentialfunktion beschreiben lässt (mathematisches Modell einer Tumorkinetik):
{\displaystyle V(t)=V(0)2^{t/TVDT}}
V ist hierbei das Volumen und t die vergangene Zeit.
Gemäß diesem Modell benötigt ein Tumor ungefähr 30 TVDT, um von einer einzelnen transformierten Zelle zu einem Tumor von ca. 1 cm Größe heranzuwachsen. Falls der Tumor kugelförmig wächst, dann erhält man eine Verdopplung des Volumens, wenn der Durchmesser um ca. 26 % zunimmt.
Je schneller ein Tumor wächst, desto kürzer ist seine Verdopplungszeit TVDT.
Für kleinzellige Bronchialkarzinome werden Verdopplungszeiten von ca. 50 bis 100 Tagen angegeben, für die nicht-kleinzelligen Bronchialkarzinome Verdopplungszeiten von etwa 100 bis 300 Tagen.
Viele Tumoren zeigen in der Realität aber oftmals kein exponentielles Wachstum, das heißt, die Verdopplungszeit bleibt nicht konstant, sondern verändert sich im Laufe der Zeit.